# 利文斯頓惠勒 (新墨西哥州)
利文斯頓惠勒（英語：Livingston Wheeler）是位於美國新墨西哥州埃迪縣的普查規定居民點。

## 人口
根據2020年美國人口普查的數據，利文斯頓惠勒的面積為4.28平方千米，皆為陸地。當地共有人口691人，而人口密度為每平方千米161.45人。